# Anacis exul
Anacis exul là một loài tò vò trong họ Ichneumonidae.